# Susan May Pratt
Pour les articles homonymes, voir Pratt.
Susan May Pratt est une actrice américaine, née le 8 février 1974 à Lansing, dans le Michigan (États-Unis).

## Biographie
Susan May Pratt a parcouru le monde lorsqu'elle était mannequin. Après des études d'art dramatique dans le Massachusetts, elle se redirige vers des études d'architecture. Elle s'est finalement imposée grâce à son métier d'actrice. Elle a reçu le prix de la meilleure actrice au Festival de Milan en 2002. Susan se produit aussi au théâtre dans Rodney's Life Williamstown Theatre Festival ainsi que dans Franny's Way au Geffen Theatre de Angeles.

### Vie privée
Elle a épousé l'acteur, Kenneth Mitchell, en mai 2006, avec qui elle a deux enfants : une fille, Lilah Ruby Mitchell (née le 7 juillet 2007) et un fils, Kallum Porter Mitchell (né le 9 décembre 2012),.

## Filmographie
Sauf indication contraire, les informations mentionnées dans cette section peuvent être confirmées par la base de données cinématographiques IMDb,  présente dans la section « Liens externes ».

### Cinéma
- 1998 : Quitte ou double (No Looking Back) d'Edward Burns :  Annie
- 1999 : Dix bonnes raisons de te larguer (Ten Things I Hate About You) de Gil Junger : Mandella
- 1999 : Drive Me Crazy de John Schultz : Alicia DeGasario
- 2000 : Danse ta vie (Center Stage) de Nicholas Hytner : Maureen Cummings
- 2002 : Searching for Paradise de Myra Paci : Gilda Mattei
- 2003 : Undermind (en) de Nevil Dwek : Olivia / Lucy
- 2006 : Dérive mortelle (Open Water 2: Adrift) de Hans Horn : Amy
- 2007 : Throwing Stars[3] de Todd Breau : Rebecca
- 2011 : Act Naturally de J.P. Riley : Kristi
- 2012 : Death Artists, Inc. (court métrage) de Anne Hamilton : Alex
- 2015 : The Mink Catcher (court métrage) de Samantha Buck : Pete Pangburn
- 2015 : Le Cadeau (The Gift) de Joel Edgerton : Rhonda Ryan
- 2017 : Smile: A Musical (court métrage) de Sarah Phillips : Joanna
- 2018 : The Girl on the Roof (court métrage) de Skeet Ulrich : Mother
- 2023 : Act Super Naturally de J.P. Riley : Kristi Lerner

### Télévision

#### Séries télévisées
- 1998 : New York, police judiciaire (Law & Order) : Leslie Crowell (saison 8, épisode 17)
- 2000 : New York 911 (Third Watch) : Shannon (saions2, épisode 7)
- 2001 : Temps mort (Dead Last) : Katie Kaitler (saison 1, épisode 4)
- 2003 : Charmed : Miranda, Nymph #1 (saison 5, Saison_5_de_Charmed#Épisode_19_:_Nymphes|épisode 19)
- 2004-2012 : Les Experts (CSI: Crime Scene Investigation) : Tara Newsome, Juror / April Reynolds (saison 4, épisode 11 et saison 12, épisode 20)
- 2004 : La Vie avant tout (Strong Medicine) : Cammie (saison 5, épisode 3)
- 2004 : Redakce : Kamil's American Girlfriend (saison 1, épisode 7)
- 2004 : Dragnet (LA Dragnet) : Joanna Kutler (saison 2, épisode 9)
- 2005 : Ghost Whisperer : Lisa Brody (saison 1, épisode 10)
- 2009 : Private Practice : Barbara (saison 3, épisode 6)
- 2012 : Drop Dead Diva : Beth Evans (saison 4, épisode 11)

#### Téléfilms
- 1998 : The Substitute 2 (The Substitute 2: School's Out) de Steven Pearl : Anya Thomasson
- 2002 : Charms for the Easy Life de Joan Micklin Silver : Margaret
- 2003 : Le Choix d'une vie (Hunger Point) de Joan Micklin Silver : Shelly Hunter
- 2010 : Bez tváre de Tomás Krejcí et Tom Taylor : Anna